# Тащенак (станция)
Тащена́к (укр. Тащенак) — грузовая и пассажирская станция Запорожской дирекции Приднепровской железной дороги, расположенная в 2 км от села Новое, в 3 км от сёл Долинское и Удачное Мелитопольского района.
Станция получила название от реки Тащенак, которая протекает в 200 метрах от станции.

## История
- Участок Мелитополь — Симферополь Лозово-Севастопольской железной дороги, на котором находится станция, был сдан в эксплуатацию 14 октября 1874 года.
- Станция Тащенак открылась в 1895 году.
- От германский оккупации станция была освобождена 24 октября 1943 года[2].